# 第32师团 (日本陆军)
第32师团（だいさんじゅうにしだん）是大日本帝國陸軍师团之一。

## 沿革
随着中国抗日战争向长期化，持久化发展，以维持占领地的治安和警备为目的，于1939年（昭和14年）2月7日新设立的师团之一。同样目的设立的所谓“中国治安师团”还有与其同时设立的第33师团、第34师团、第35师团、第36师团和第37师团，以及同年6月30日设立的第38师团、第39师团、第40师团和第41师团。
編成後被编入驻扎在山西省的第12軍，负责对山西境内抗日部队进行扫荡作战。同其他治安师团一样也在1939年夏之后参加了各种治安作战。
太平洋战争爆发后，配属至第12軍隷下驻屯于山西省，1944年（昭和19年）4月移驻至菲律宾南部棉兰老岛，并被编入第14軍。原计划驻屯于菲律宾南部，但是不久就收到命令改为派遣往哈马黑拉岛。由竹一船团负责部队的运送，途中輸送船遭潜水艇攻击而沉没，因而损失大量官兵和装备。5月中旬在哈马黑拉岛登陆，在第2軍隷下准备对付同盟国軍的登陆。邻近防区的莫羅泰島发生战事被派遣一部分作为反登陆部队。由于盟军并有在哈马黑拉岛登陆，师团主力在哈马黑拉岛的固守中迎来了終战。

## 师团概要

### 歴代师团長
- 木村兵太郎 中将：1939年3月9日 - 1940年10月22日
- 井出鉄藏 中将：1940年10月22日 - 1942年10月8日
- 石井嘉穂 中将：1942年10月8日 - 1945年日本战败投降

### 最終所属部隊
- 步兵第210联队（甲府）：松永英夫大佐
- 步兵第211联队（東京）：三吉悌一中佐
- 步兵第212联队（佐倉）：土師正義中佐
- 野砲兵第32联队：三田村佐一大佐
- 工兵第32联队：佐藤武志大佐
- 輜重兵第32联队：中川千代吉大佐
- 第32师团通信隊：加藤紫朗少佐
- 第32师团兵器勤務隊：西村安一大尉
- 第32师团衛生隊：木場茂大佐
- 第32师团第1野战医院：小菅俊平軍医少佐
- 第32师团病馬廠：阿部国人兽医中尉